# 57 (liczba)
57 (pięćdziesiąt siedem) – liczba naturalna następująca po 56 i poprzedzająca 58.

## 57 w nauce
- liczba atomowa lantanu[1]
- obiekt na niebie Messier 57[2]
- galaktyka NGC 57[3]
- planetoida (57) Mnemosyne[4]

## 57 w kalendarzu
57. dniem w roku jest 26 lutego. Zobacz też co wydarzyło się w 57 roku n.e.